# 杜布羅夫尼克圍城戰

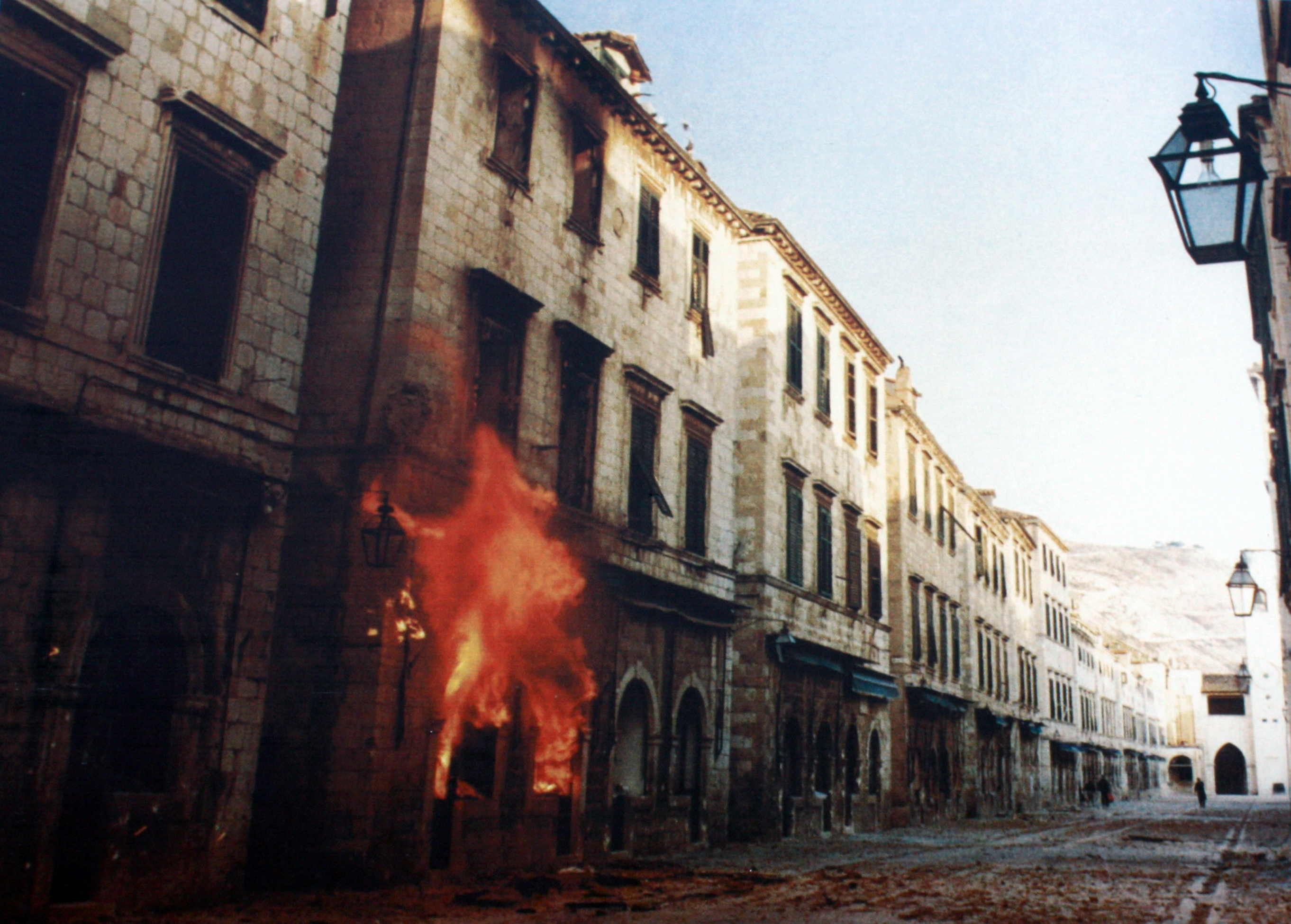
战火中的杜布罗夫尼克

杜布羅夫尼克圍城戰（塞爾維亞-克羅埃西亞語：опсада Дубровника）是克羅地亞獨立戰爭期間南斯拉夫人民軍（JNA）和克羅地亞軍隊（HV）之間為争夺杜布羅夫尼克市及其周邊地區而進行的軍事交戰。南斯拉夫人民軍於1991年10月1日開始推進，到10月下旬，它幾乎佔領了亞得里亞海沿岸佩列沙茨和普雷維拉卡半島之間的所有土地，但杜布羅夫尼克本身除外。圍攻伴隨著南斯拉夫海軍的封鎖。1991年12月6日，南斯拉夫人民軍對杜布羅夫尼克的轟炸，包括對被聯合國教科文組織列為世界遺產的老城的轟炸達到頂峰。轟炸引起了國際社會的譴責，並成為塞爾維亞和黑山的公共關係災難，助長了它們在外交和經濟上的孤立，以及克羅地亞獨立的國際承認。1992年5月，JNA撤退到波斯尼亞和黑塞哥維那，一些地方距離海岸不到1公里（0.62英里），並將其裝備移交給新組建的塞族共和國軍（VRS）。在此期間，克羅地亞軍隊（HV）從西面發起進攻，在克羅地亞和波斯尼亞和黑塞哥維那的杜布羅夫尼克以東地區將南斯拉夫人民軍擊退，並於5月底與克羅地亞軍部隊聯手防守城市。克羅地亞軍隊和南斯拉夫軍隊在杜布羅夫尼克以東的戰鬥逐漸平息。
圍攻導致194名克羅地亞軍事人員以及82-88名克羅地亞平民死亡。JNA共有165人死亡。到1992年底，克羅地亞軍隊在老虎行動和科納維爾戰役中重新奪回了整個地區。攻勢導致15,000人流離失所，其中主要來自科納維爾，他們逃往杜布羅夫尼克。大約16000名難民通過海路從杜布羅夫尼克撤離，並通過逃避封鎖的小艇和一隊民用船隻為該市提供補給。超過11,000座建築物遭到破壞，許多房屋、企業和公共建築遭到搶劫或焚燒。
該行動是JNA制定的計劃的一部分，該計劃旨在確保杜布羅夫尼克地區的安全，然後向西北前進，通過黑塞哥維那西部與達爾馬提亞北部的南斯拉夫人民軍部隊會合。攻勢伴隨著大量的戰爭宣傳。2000年，黑山總統米洛·朱卡諾維奇為圍攻道歉，引起了他的政治對手和塞爾維亞的憤怒回應。前南斯拉夫國際刑事法庭（ICTY）判定兩名南斯拉夫軍官參與圍攻，並將第三人移交塞爾維亞起訴。前南問題國際法庭的起訴書稱，這次攻勢旨在通過建立杜布羅夫尼克共和國，將杜布羅夫尼克地區與克羅地亞分離，並將其整合為塞族主導的國家。此外，黑山還判定四名前南斯拉夫人民軍士兵虐待囚犯罪名成立。在莫里尼營地。克羅地亞還指控幾名前南斯拉夫人民軍或南斯拉夫海軍軍官和一名前波斯尼亞塞族領導人犯有戰爭罪，但這些起訴尚未產生任何審判。